# Pitcairnia koeneniana
Pitcairnia koeneniana är en gräsväxtart som beskrevs av Elvira Angela Gross och Barthlott. Pitcairnia koeneniana ingår i släktet Pitcairnia och familjen Bromeliaceae. Inga underarter finns listade i Catalogue of Life.